# Barcelona Búfals 2019
Questa voce raccoglie le informazioni riguardanti i Barcelona Búfals nelle competizioni ufficiali della stagione 2019.

## Maschile

### XXXI LCFA Senior

#### Stagione regolare
| 4 novembre 2018, ore 16:00 | Barcelona Pagesos | 7 – 20 referto | Barcelona Búfals |  |

| 18 novembre 2018, ore 11:30 | Barcelona Búfals | 7 – 14 referto | Argentona Bocs |  |

| 1º dicembre 2018, ore 16:00 | Barberá Rookies | 48 – 7 referto | Barcelona Búfals |  |

| 16 dicembre 2018, ore 11:30 | Barcelona Búfals | 0 – 19 referto | Terrassa Reds |  |

| 13 gennaio 2019, ore 11:30 | Vilafranca Eagles | 6 – 28 referto | Barcelona Búfals |  |

| 27 gennaio 2019, ore 11:30 | Barcelona Búfals | 12 – 29 referto | Santa Coloma de Cervelló Legends |  |

| 9 febbraio 2019, ore 16:30 | Barcelona Uroloki | 3 – 19 referto | Barcelona Búfals |  |

| 23 febbraio 2019, ore 15:00 | Barcelona Búfals | 6 – 42 referto | L'Hospitalet Pioners |  |

| 10 marzo 2019, ore 17:00 | Riudoms Rebels | 0 – 19 referto | Barcelona Búfals |  |

| 24 marzo 2019, ore 11:00 | Reus Imperials | 22 – 19 referto | Barcelona Búfals |  |

| 7 aprile 2019, ore 11:30 | Barcelona Búfals | 19 – 0 referto | Ducs Football |  |

### Statistiche di squadra
| Competizione      | %Vittorie | In casa | In casa | In casa | In casa | In casa | In casa | In trasferta | In trasferta | In trasferta | In trasferta | In trasferta | In trasferta | Totale | Totale | Totale | Totale | Totale | Totale |
| Competizione      | %Vittorie | G       | V       | N       | P       | Pf      | Ps      | G            | V            | N            | P            | Pf           | Ps           | G      | V      | N      | P      | Pf     | Ps     |
| ----------------- | --------- | ------- | ------- | ------- | ------- | ------- | ------- | ------------ | ------------ | ------------ | ------------ | ------------ | ------------ | ------ | ------ | ------ | ------ | ------ | ------ |
| Stagione regolare | .455      | 5       | 1       | 0       | 4       | 44      | 104     | 6            | 4            | 0            | 2            | 112          | 86           | 11     | 5      | 0      | 6      | 156    | 190    |
| Totale            | .455      | 5       | 1       | 0       | 4       | 44      | 104     | 6            | 4            | 0            | 2            | 112          | 86           | 11     | 5      | 0      | 6      | 156    | 190    |

## Femminile

### LNFA Femenina 9×9 2019

#### Stagione regolare
| Valencia 12 gennaio 2019, ore 17:30 | Valencia Firebats | 16 – 6 referto | Barcelona Búfals | Estadio Municipal Jardín del Turia |

| Badalona 17 febbraio 2019, ore 11:30 | Badalona Dracs | 8 – 44 referto | Barcelona Búfals | Camp de Futbol Pomar |

| Barberà del Vallès 24 febbraio 2019, ore 10:30 | Barberá Rookies | 22 – 2 referto | Barcelona Búfals | Instal·lacions de Can Llobet |

| Barcellona 3 marzo 2019, ore 11:30 | Barcelona Búfals | 14 – 12 referto | L'Hospitalet Pioners | Camp de Futbol de la Barceloneta |

| Barcellona 24 marzo 2019, ore 11:30 | Barcelona Búfals | 6 – 12 referto | Valencia Firebats | Camp de Futbol de la Barceloneta |

| Santa Coloma de Gramenet 14 aprile 2019, ore 11:30 | Barcelona Búfals | 40 – 6 referto | Badalona Dracs | Campo de Fútbol Badalona Sud |

| Barcellona 28 aprile 2019, ore 11:30 | Barcelona Búfals | 6 – 42 referto | Barberá Rookies | Camp de Futbol de la Barceloneta |

| L'Hospitalet de Llobregat 11 maggio 2019, ore 16:30 | L'Hospitalet Pioners | 14 – 18 referto | Barcelona Búfals | Complex Esportiu L'Hospitalet Nord |

### Statistiche di squadra
| Competizione      | %Vittorie | In casa | In casa | In casa | In casa | In casa | In casa | In trasferta | In trasferta | In trasferta | In trasferta | In trasferta | In trasferta | Totale | Totale | Totale | Totale | Totale | Totale |
| Competizione      | %Vittorie | G       | V       | N       | P       | Pf      | Ps      | G            | V            | N            | P            | Pf           | Ps           | G      | V      | N      | P      | Pf     | Ps     |
| ----------------- | --------- | ------- | ------- | ------- | ------- | ------- | ------- | ------------ | ------------ | ------------ | ------------ | ------------ | ------------ | ------ | ------ | ------ | ------ | ------ | ------ |
| Stagione regolare | .500      | 4       | 2       | 0       | 2       | 66      | 72      | 4            | 2            | 0            | 2            | 70           | 60           | 8      | 4      | 0      | 4      | 136    | 132    |
| Totale            | .500      | 4       | 2       | 0       | 2       | 66      | 72      | 4            | 2            | 0            | 2            | 70           | 60           | 8      | 4      | 0      | 4      | 136    | 132    |